# 搜狐微博
搜狐微博是一个由搜狐推出，提供微博客服务的类Twitter网站。用户可以通过网页、WAP页面、第三方应用和手机短信、彩信等发布消息。虽然搜狐微博是一个微博客服务，但是其打破了微博客服务存在字数限制的传统。2010年10月19日搜狐微博负责人曾表示，搜狐微博是唯一一家微博消息不设字数限制的微博服务。搜狐微博允许微博附带图片。

## 历史
搜狐微博于2010年4月7日上线公测。
UTC+8时间7月9日晚11时左右，搜狐微博暂停服务。同时，搜狐首页导航处的搜狐微博链接消失。12日凌晨1时左右恢复，首页链接亦恢复。之后，新浪微博、搜狐微博、凤凰微博、人民微博等微博在logo处添加“测试版”字样。此后的7月13日至15日，网易微博也曾进行维护。搜狐和网易均回应称维护原因是升级微博系统，然而有消息称，或许是中国的各个微博服务正在接受监管部门的整顿。
2011年6月28日，搜狐微博进行了一次改版。与旧版相比，新版宽度增加、多媒体内容显示面积更大。改版后，用户在微博中附带图片的比例上升。
2012年3月16日，搜狐微博将与新浪、网易和腾讯微博共同正式实行微博实名制。
2014年11月，搜狐微博正式进入“半放弃”状态，官方并未就此发表公告。搜狐微博的服务器也崩溃了。
目前搜狐微博只能浏览已有内容，不能发报新内容，其它功能也不再可用。

## 特色
- 搜狐用户在搜狐视频对电视剧进行评价或转发推荐时，其内容会同步到搜狐微博。此外还有一些搜狐产品与搜狐微博打通。[7]
- 搜狐微博为公众人物进行微博认证，通过认证的账户带有“✓”标志，功能上与普通账户没有区别。[12]
- 搜狐微群即在微博中引入群组概念，提供公共空间供联络分享。用户可邀请朋友或粉丝加入。微群分公开和私密两种，在私密群中发的微博仅群成员可见。 [13]
- 搜狐微博开放了应用编程接口（API），作为搜狐微博开放平台的一部分，以便于开发者编写和发布各种第三方应用。搜狐微博开放平台与土豆网、开开等有合作伙伴关系。[14]

## 争议

### 账户
目前，搜狐微博用户无法注销自己的账户。其他一些中国大陆的微博客服务也存在同样的问题。而Twitter则允许用户注销。

### 内容审查
与其他中国大陆的微博服务一样，搜狐微博有内容审查。搜狐副总裁方刚曾表示搜狐通过博客的运营经验知道如何配置专门的内容监控团队。搜狐审核团队自称“外星人”，微博内容因为审查原因被删除，用户会得到以下提示：“***因过于有才，被外星人征用，已经离开地球了！”